# Autoestrada do Noroeste
A Autoestrada do Noroeste (Autopista del Noroeste) ou AP-6 é uma autoestrada espanhola que começa em Villalba (Madrid) e vai até Adanero (Ávila). A concessionária é a empresa Iberpistas do Grupo Abertis. Actualmente está construindo um terceiro túnel por baixo da Sierra de Guadarrama e novas faixas de circulação. A autoestrada tem 66 km de comprimento.